# Библиотека среднего медработника
Библиотека среднего медработника — серия книг для среднего медицинского персонала (медсестёр, фельдшеров, акушерок и др.). Выпускалась советским издательством «Медицина» с 1949 по 1991 год сначала в Москве, затем в Ленинграде. Всего вышло более ста книг. С 1993 по 2000 год книги серии издавались санкт-петербургским издательством «Гиппократ».
Формат: 84×108/32 (~125×200 мм); большинство изданий в мягком переплёте (обложка бумажная).

## Москва

### 1949
- Волков Ф. Н. Психотерапия в повседневной работе медицинской сестры. — М.: Медгиз, 1949. — 28 с.
- Альтгаузен Н. Ф. Уход за новорожденными детьми. — М.: Медгиз, 1949. — 108 с.
- Левитан В. М. Работа санитарных звеньев в химических очагах поражения. — М.: Медгиз, 1949. — 24 с.
- Гаммер М. М. Кислородная аппаратура, применяемая в медицинской практике. — М.: Медгиз, 1949. — 24 с.
- Майзелис Я. И. Помощь при бытовых отравлениях. — М.: Медгиз, 1949. — 32 с.

### 1951
- Гурвич М. М. Руководство для санинструкторов. — М.: Медгиз, 1951. — 678 с.

### 1952
- Великорецкий А. Н. Учение о повязках. — М.: Медгиз, 1952. — 200 с.
- Ващенко М. Я. Гипсово-ортопедическая техника при костно-суставном туберкулезе. — М.: Медгиз, 1952. — 88 с.

### 1953
- Лещенко А. Н. Опыт работы медицинских сестер детской клинической больницы имени Н. Ф. Филатова. — М.: Медгиз, 1953. — 84 с.

### 1954
- Корчагин А. В. Ангина. — М.: Медгиз, 1954. — 64 с.

### 1959
- Абрамов М. Г. Неотложная терапевтическая помощь. — М.: Медгиз, 1959. — 236 с.

### 1975
- Юрихин А. П. Десмургия. — М.: Медицина, 1975. — 152 с. — 50 000 экз.

### 1976
- Чухриенко Д. П., Люлюко А. В., Березницкий Я. С. Заболевания прямой кишки. — М.: Медицина, 1976. — 160 с. — 50 000 экз.
- Гольдфельд Н. Г. Организация работы медицинской сестры в глазном отделении и глазном кабинете поликлиники. — М.: Медицина, 1976. — 200 с.

## Ленинград

### 1975
- Брукман М. С. Руководство по хирургии. — Л.: Медицина, 1975. — 319 с.
- Авербух Е. С. Руководство для среднего медицинского персонала психоневрологических стационаров. — 2-е изд., доп. и перераб. — Л.: Медицина, 1975. — 208 с.

### 1977
- Богомова Л. Г., Николаева Л. К., Рафальсон Д. И. Донорство. — Л., 1977. — 232 с. — 30 000 экз.
- Фонарёв М. И., Фонарёва Т. А. Лечебная физическая культура при детских заболеваниях. — Л., 1977. — 320 с. — 20 000 экз.
- Осипова Г. И. Острые кишечные инфекции у детей. — Л., 1977. — 136 с. — 30 000 экз.

### 1978
- Хазанов А. И. Выхаживание недоношенных детей. — Л., 1978. — 224 с. — 30 000 экз.
- Смирнов С. М., Ясинский А. А. Профилактические прививки. — Л., 1978. — 264 с. — 50 000 экз.
- Лёнушкин А. И., Рошаль Л. М. Руководство для сестёр детских хирургических отделений. — Л., 1978. — 300 с. — 30 000 экз.
- Рябов С. И. Уход за больными сердечно-сосудистыми заболеваниями. — Л., 1978. — 176 с. — 30 000 экз.
- Лыков В. М. Фельдшер скорой помощи. — Л., 1978. — 278 с. — 130 000 экз.
- Хирургическая помощь на фельдшерском пункте / Под ред. проф. Б. М. Хромова. — Л., 1978. — 375 с. — 50 000 экз.

### 1979
- Смолянский Б. Л. Алиментарные заболевания. — Л., 1979. — 264 с. — 30 000 экз.
- Ерохина Л. Г., Гельфанд В. Б. Болезни нервной системы. — Л., 1979. — 352 с. — 75 000 экз.
- Мокров Б. А. Карантинные инфекции. — Л., 1979. — 296 с. — 30 000 экз.
- Первая помощь при лекарственных и бытовых отравлениях / Бобков Ю. Г., Лебедев Г. П., Урюпов О. Ю., Фролов С. Ф.. — Л., 1979. — 168 с. — 60 000 экз.
- Руководство по травматологии / Под ред. В. Г. Вайнштейна. — Л., 1979. — 351 с. — 75 000 экз.
- Бортфельд С. А., Городецкая Г. Ф., Рогачёва Е. И. Точечный массаж при детских церебральных параличах. — Л., 1979. — 236 с. — 30 000 экз.
- Иванова О. И., Кузавова Н. И., Мошарев В. А. Уход за гинекологическими больными. — Л., 1979. — 184 с. — 75 000 экз.

### 1980
- Брукман М. С. Доврачебная помощь при острых хирургических заболеваниях и несчастных случаях. — Л., 1980. — 304 с. — 40 000 экз.
- Рошаль Л. М. Острый живот у детей. — Л., 1980. — 192 с. — 100 000 экз.
- Дайтер А. Б., Тумка А. Ф. Паразитарные болезни. — Л., 1980. — 304 с. — 20 000 экз.
- Гордиенко Е. А., Крылов А. А. Руководство по интенсивной терапии. — Л., 1980. — 304 с. — 100 000 экз.

### 1981
- Кокосов А. Н., Стрельцова Э. В. Лечебная физическая культура в реабилитации больных заболеваниями легких и сердца. — Л., 1981. — 168 с. — 30 000 экз.
- Мамонтов В. В., Шибаев С. Ф. Методика и техника электрорентгенографии. — Л., 1981. — 208 с. — 30 000 экз.
- Элькин М. А. Острый живот. — Л., 1981. — 272 с. — 30 000 экз.
- Перадзе Т. В., Вершинский Б. В., Облапенко Г. П. Руководство по инфекционным и инвазионным болезням, общим для животных и человека. — Л., 1981. — 280 с. — 2000 экз.

### 1982
- Левитан М. Х., Болотин С. М. Колиты. — 2-е, переработанное и дополненное. — Л., 1982. — 144 с. — 50 000 экз.
- Лебехов П. И. Неотложная доврачебная помощь при заболеваниях и повреждениях глаз. — Л., 1982. — 150 с. — 30 000 экз.
- Тарасов А. Н., Гордиенко Е. А. Неотложная доврачебная помощь при сердечно-сосудистых заболеваниях. — Л., 1982. — 208 с. — 130 000 экз.
- Бобков Ю. Г., Симоненко В. Б., Урюпов О. Ю., Фролов С. Ф. Первая доврачебная помощь при лекарственных и бытовых отравлениях. — Л., 1982. — 192 с. — 30 000 экз.
- Синев Д. Н., Гуревич И. Я. Пособие для фармацевтов аптек. — Л., 1982. — 352 с. — 30 000 экз.

### 1983
- Мирзоева И. И., Конюхов М. П. Ортопедия детей первого года жизни. — Л., 1983. — 128 с. — 30 000 экз.
- Крекшина В. Е. Пародонтоз. — Л., 1983. — 160 с. — 30 000 экз.
- Шабад А. Л. Работа медицинской сестры урологического отделения. — Л., 1983. — 216 с. — 30 000 экз.
- Комарова Л. А., Благовидова Л. А. Руководство по физическим методам лечения. — Л., 1983. — 264 с.
- Первов Л. Г. Уход за невротическими больными. — Л., 1983. — 192 с. — 30 000 экз.

### 1984
- Слепых А. С. Акушерская реаниматология. — Л., 1984. — 232 с. — 30 000 экз.
- Павлов Ю. Д., Сапроненков П. М. Медицинская этика. — Л., 1984. — 184 с. — 30 000 экз.
- Ткаченко С. С., Шаповалов В. М. Оказание доврачебной помощи при повреждениях опорно-двигательного аппарата. — Л., 1984. — 248 с. — 30 000 экз.

### 1985
- Богоявленский В. Ф., Богоявленский И. Ф. Диагностика и доврачебная помощь при неотложных состояниях. — Л., 1985.
- Дурнов Л. А. Опухоли у детей. — Л., 1985. — 120 с. — 30 000 экз.
- Тылевич И. М., Немцева А. Я. Руководство по медицинской психологии. — 2-е, переработанное и дополненное. — Л., 1985. — 216 с. — 50 000 экз.
- Перзашкевич Л. М., Липшиц Д. Н. Шинирование при пародонтозе. — Л., 1985. — 88 с. — 18 000 экз.
- Остапенко А. Л. Этика и деонтология среднего медицинского работника. — Л., 1985. — 144 с. — 30 000 экз.

### 1986
- Добровольский В. К., Вишневская А. М., Коровицына В. А. и др. Лечебная физкультура в реабилитации постинсультных больных. — Л., 1986. — 144 с. — 50 000 экз.
- Дубровский В. И. Применение массажа при травмах и заболеваниях у спортсменов. — Л., 1986. — 200 с. — 50 000 экз.
- Доценко В. А. Санитарно-гигиенический контроль за организацией общественного питания. — Л., 1986. — 240 с. — 30 000 экз.
- Тюрин А. М., Васичкин В. И. Техника массажа. — Л., 1986. — 160 с. — 150 000 экз.

### 1987
- Смирнов А. Н., Грановская-Цветкова А. Н., Цаленчук Я. П. Амбулаторная диагностика важнейших внутренних заболеваний. — Л., 1987. — 240 с. — 150 000 экз.
- Тарасов А. Н., Гордиенко Е. А. Неотложная доврачебная помощь при сердечно-сосудистых заболеваниях. — 2—е, переработанное и дополненное. — Л., 1987. — 240 с. — 150 000 экз.

### 1988
- Дударев А. Л. Лучевая терапия. — Л., 1988. — 192 с. — 35 000 экз. — ISBN 5-225-00096-7.
- Прокофьев В. Р., Апанасенко Б. Г., Кирилюк И. Г. и др. Работа фельдшера скорой помощи. — 3-е изд., стереотипное. — Л., 1988. — 192 с. — 50 000 экз. — ISBN 5-225-00095-9.

### 1989
- Терентьева Л. М., Островерхова Е. Г. Анестезиология и реаниматология. Руководство для среднего медицинского персонала. — Л., 1989. — 176 с. — 50 000 экз. — ISBN 5-225-01568-9.
- Тимофеев Н. С., Тимофеев Н. Н. Асептика и антисептика. — Л., 1989. — 240 с. — 62 000 экз. — ISBN 5-225-01569-7.
- Смирнов С. М., Ясинский А. А. Профилактические прививки. — Л., 1989. — 224 с. — 64 000 экз. — ISBN 5-225-01512-3.
- Кукушкина Т. Н., Докиш Ю. М., Чистякова Н. А. Руководство по реабилитации больных, частично утративших трудоспособность. — Л., 1989. — 176 с. — 35 000 экз. — ISBN 5-225-01507-7.
- Гольдблат Ю. В. Точечный и линейный массаж в неврологии. — Л., 1989. — 160 с. — 50 000 экз. — ISBN 5-225-01361-9.
- Первов Л. Г. Уход за больными с невротическими состояниями. — 2—е, переработанное и дополненное. — Л., 1989.

### 1990
- Соколова Т. С., Рошаль Н. И. Аллергические заболевания. — Л., 1990. — 158 с. — 100 000 экз. — ISBN 5-225-01538-7.
- Минкин Р. Б. Болезни почек. — Л., 1990. — 160 с. — 30 000 экз. — ISBN 5-225-01332-5.
- Дунаевский В. В., Стяжкин В. Д. Наркомании и токсикомании. — Л., 1990. — 208 с. — 40 000 экз. — ISBN 5-225-01334-1.
- Немировский О. Н. Работа среднего медперсонала в санаториях-профилакториях. — Л., 1990. — 160 с. — 30 000 экз. — ISBN 5-225-01328-7.

### 1991
- Страковская В. Л. Лечебная физкультура в реабилитации больных и детей группы риска первого года жизни. — Л., 1991. — 160 с. — 50 000 экз. — ISBN 5-225-01336-8.
- Ахабадзе А. Ф., Арутюнов В. Я. Практическое пособие для медицинских сестер косметичек-массажисток. — Л., 1991. — 128 с. — 100 000 экз. — ISBN 5-225-01382-1.
- Карпухин Г. И. Профилактика и лечение гриппа. — Л., 1991. — 192 с. — 50 000 экз. — ISBN 5-225-01384-8.

## Санкт-Петербург

### 1993
- Ахабадзе А. Ф., Арутюнов В. Я. Практическое пособие для медицинских сестер косметичек-массажисток. — 4-е изд., испр. и доп. — СПб.: Гиппократ, 1993. — 125 с.

### 1995
- Богоявленский В. Ф., Богоявленский И. Ф. Диагностика и доврачебная помощь при неотложных состояниях. — 2-е изд., испр. и доп. — СПб.: Гиппократ, 1995. — 477 с.

### 1996
- Лобзин В. С., Шиман А. Г., Жулев Н. М. Физиотерапия заболеваний периферической нервной и мышечной систем. — СПб.: Гиппократ, 1996. — 236 с.

### 1997
- Прокофьев В. Р. и др. Работа фельдшера скорой помощи. — 4-е изд., испр. и доп. — СПб.: Гиппократ, 1997. — 207 с.

### 1999
- Богоявленский В. Ф., Богоявленский И. Ф. Острые отравления : диагностика и доврачебная помощь. — СПб.: Гиппократ, 1999. — 157 с.

### 2000
- Руководство для операционных сестер / Под ред. М. В. Гринева и Н. В. Корнилова. — СПб.: Гиппократ, 2000. — 241 с.
- Гордиенко Е. А., Крылов А. А. Руководство по интенсивной терапии. — 3-е изд., перераб. — СПб.: Гиппократ, 2000. — 317 с.